# Homados
Homados (grec ancien Ὅμαδος), parfois francisé en Homade, est un nom porté par deux personnages distincts dans la mythologie grecque.

## Homados la personnification
Homados est une divinité de la mythologie grecque. Il personnifie le tumulte des batailles et le fracas des armes et est l'esprit de la multitude désordonnée. Il est comparable à Kydoimos (Κυδοιμός), qui, comme lui, fait partie des Makhai (Μάχαι).

### DansLe Bouclier d'Héraclès
Homados apparaît dans Le Bouclier d'Héraclès du Pseudo-Hésiode, une des nombreuses figures décrites sur ce dernier :
Il (Héraclès) prit dans ses mains son bouclier tout étincelant : jamais personne ne le brisa d'un coup ni ne l'écrasa. Et une merveille c'était à voir... Au centre était Phobos (Peur) travaillé en inflexible, indescriptible, regardant en arrière avec des yeux qui brillaient avec feu. Sa bouche était pleine de dents dans une rangée blanche, effrayante et intimidante, et sur son front sinistre planait l'effroyable Éris (Conflit) qui pare la foule d'hommes : elle est impitoyable, car elle a emporté l'esprit et les sens des pauvres malheureux qui firent la guerre au fils de Zeus... Sur le bouclier Proioxis (Poursuite) et Palioxis (Fuite) ont été forgés, et Homados (Tumulte), et Phobos (Panique), et Androktasia (Massacre). Éris (discorde-émulation pour la bataille) aussi, et Kydoimos (Confusion) se dépêchaient, et la mortelle Kèr (Destinée) était là tenant un homme nouvellement blessé...

## Homados le centaure
Un deuxième Homados existe dans la mythologie, qui est cette fois un centaure, tué par Héraclès en punition d'un viol commis sur la sœur d'Eurysthée, Alcyone. Cet événement est raconté à la suite du combat d'Héraclès contre les centaures (Argée, Thérée et quelques autres), lors de sa chasse du sanglier d'Érymanthe. Les centaures symbolisaient la violence des désirs bestiaux conduisant à l'ivresse et au viol ; Homados ressemble en cela à Eurytion et aux autres centaures qui essaient d'enlever Hippodamie ou à Nessos qui cherche à violer Déjanire.

## Sources antiques
- Diodore de Sicile, IV, 12.